# Andrej Skotj
Andrej Vladimirovitj Skotj (ryska: Андре́й Влади́мирович Скоч), född 30 januari 1966, är en rysk affärsman och politiker.
Skotj har sina affärsverksamheter främst inom branschen för stål, där han är delägare i stålproducenten Metalloinvest tillsammans med oligarken Alisjer Usmanov och den iransk-brittiske affärsmannen Farhad Moshiri. Den amerikanska ekonomitidskriften Forbes rankade Skotj som världens 325:e rikaste med en förmögenhet på 8,1 miljarder amerikanska dollar för den 7 oktober 2021.
Han har suttit som ledamot i den ryska Statsduman sedan 1999.
Han tog en examen vid Moskovskij Gosudarstvennyj Gymanitarnyj Universitet Imeni M.A. Sjolochova.
Skotj äger superyachten Madame Gu.